# Lisa Jouvet
Lisa Jouvet, née le 26 octobre 1924 à Paris et morte le 7 septembre 2004 dans la même ville, est une comédienne française.

## Biographie

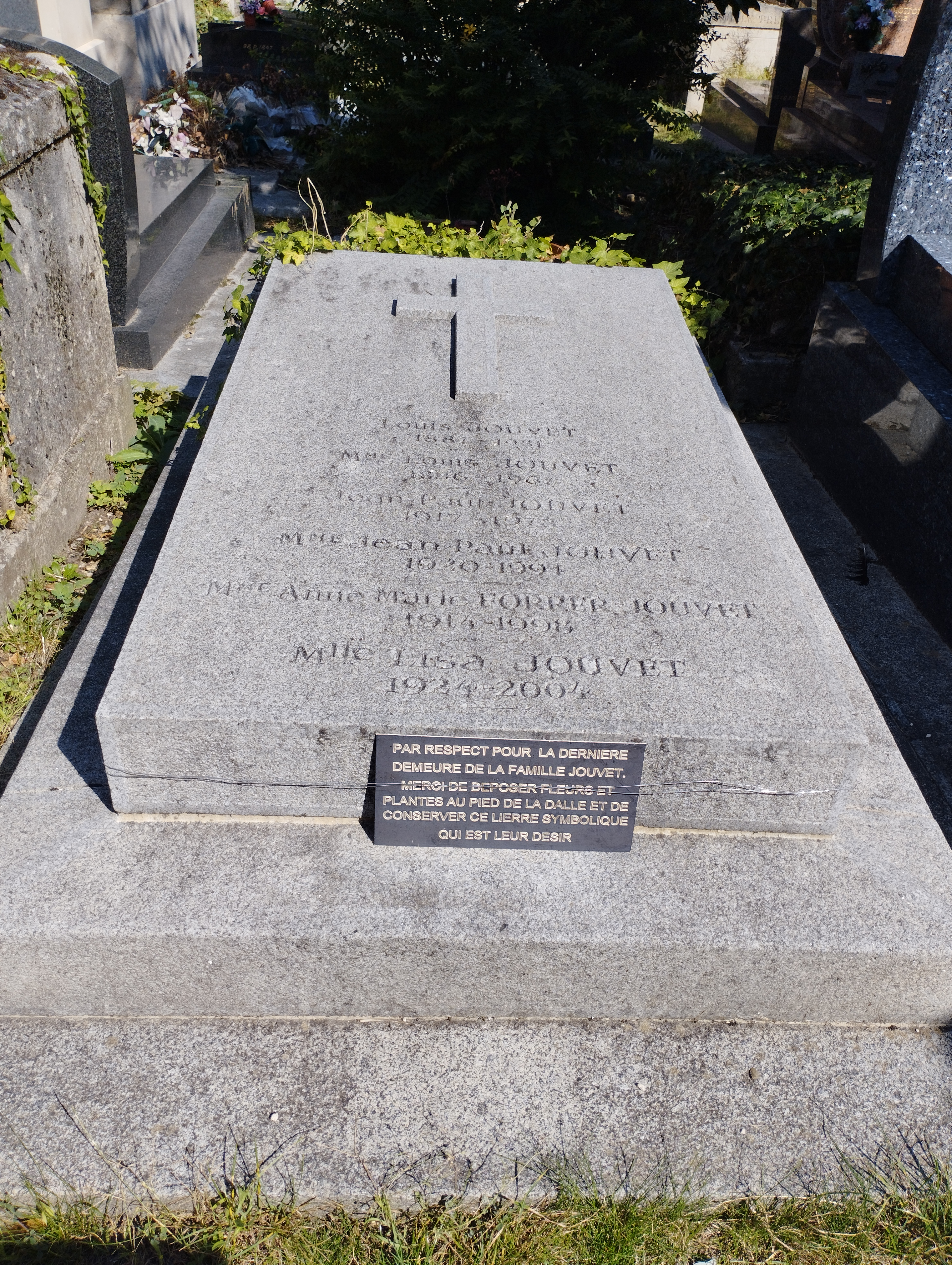
Tombe de Lisa Jouvet et de ses parents au cimetière de Montmartre (division 14).

Lisa Pierrette Valentine Jouvet, fille cadette de Louis Jouvet, a commencé sa carrière au théâtre en 1943, en suivant des cours parallèlement au conservatoire. Elle n'aura cependant pas le succès qu'avait son père, qui lui-même l'avait avertie que le métier de comédien pouvait être difficile, précaire, et aléatoire. Elle tentera de faire carrière au cinéma, à partir de 1956, mais sa situation sera toujours aussi difficile : elle n'obtiendra que des rôles dits de « troisième couteau » (petits rôles secondaires), des silhouettes, ou de la figuration. Elle abandonnera le cinéma en 1969.
Lisa Jouvet restera peu connue, mais continuera toujours à entretenir le souvenir de son père. Lisa Jouvet continuera une carrière au théâtre, assez effacée, jusqu'à la fin des années 1980. Elle apparaîtra dans la série télévisée Les Colonnes du ciel en 1985, dans le petit rôle de Madame Dantérac.       
Elle est inhumée aux côtés de ses parents au cimetière de Montmartre (division 14).

## Filmographie
- 1956 : Le Feu aux poudres d'Henri Decoin : la serveuse
- 1956 : Folies-Bergère d'Henri Decoin
- 1957 : Donnez-moi ma chance de Léonide Moguy
- 1957 : L'École des cocottes de Jacqueline Audry
- 1957 : Mademoiselle Strip-tease de Pierre Foucaud : une dame à l'exposition de peinture disant : « Inouï »
- 1957 : La Garçonne de Jacqueline Audry
- 1957 : Sans famille d'André Michel
- 1958 : Le Désordre et la Nuit de Gilles Grangier : une employée de la P.J
- 1958 : Croquemitoufle de Claude Barma
- 1958 : Le Miroir à deux faces d'André Cayatte : l'hôtesse de l'air
- 1958 : La Moucharde de Guy Lefranc
- 1958 : Pourquoi viens-tu si tard ? d'Henri Decoin
- 1958 : Prisons de femmes de Maurice Cloche
- 1959 : Les Liaisons dangereuses de Roger Vadim
- 1960 : Les Amours de Paris de Jacques Poitrenaud
- 1960 : Les Vieux de la vieille de Gilles Grangier : la sœur conduisant la fourgonnette
- 1961 : Le cave se rebiffe de Gilles Grangier : l'infirmière
- 1969 : La Dame dans l'auto avec des lunettes et un fusil d'Anatole Litvak : la touriste